# Philharmonics (album)
Albums de Agnes Obel
Aventine
(2013)
Singles
1. Riverside
Sortie : 30 mai 2010
2. Just So
Sortie : 8 octobre 2010
3. Brother Sparrow
Sortie : 31 octobre 2011

Philharmonics est le premier album de la chanteuse danoise Agnes Obel. L'album, sorti le 17 septembre 2010, a été numéro 1 des ventes au Danemark et en Belgique, vendu à 450 000 unités en Europe a été certifié Disque d'Or.
L'album a reçu des critiques positives des Inrocks, de Destination Rock, et de la BBC. Il a remporté cinq Danish Music Awards.
Une réédition en téléchargement avec cinq titres bonus est sortie en février 2011.
Une édition Deluxe 2 CD paraît aussi en 2011, avec des titres en live à Copenhague et des versions instrumentales.

## Chansons
| No  | Titre                   | Durée |
| --- | ----------------------- | ----- |
| 1.  | Falling, Catching       | 1:33  |
| 2.  | Riverside               | 3:48  |
| 3.  | Brother Sparrow         | 3:58  |
| 4.  | Just So                 | 3:35  |
| 5.  | Beast                   | 3:50  |
| 6.  | Louretta                | 2:06  |
| 7.  | Avenue                  | 4:07  |
| 8.  | Philharmonics           | 3:33  |
| 9.  | Close Watch (John Cale) | 4:00  |
| 10. | Wallflower              | 2:26  |
| 11. | Over the Hill           | 2:48  |
| 12. | On Powdered Ground      | 4:07  |

| Réédition en téléchargement | Réédition en téléchargement             | Réédition en téléchargement | Réédition en téléchargement | Réédition en téléchargement | Réédition en téléchargement | Réédition en téléchargement | Réédition en téléchargement | Réédition en téléchargement | Réédition en téléchargement |
| No                          | Titre                                   | Durée                       |                             |                             |                             |                             |                             |                             |                             |
| --------------------------- | --------------------------------------- | --------------------------- | --------------------------- | --------------------------- | --------------------------- | --------------------------- | --------------------------- | --------------------------- | --------------------------- |
| 13.                         | Just So (Instrumental)                  | 3:35                        |                             |                             |                             |                             |                             |                             |                             |
| 14.                         | Philharmonics (Instrumental)            | 3:32                        |                             |                             |                             |                             |                             |                             |                             |
| 15.                         | Over the Hill (Live at White Session)   | 2:56                        |                             |                             |                             |                             |                             |                             |                             |
| 16.                         | Smoke & Mirrors (Live at White Session) | 3:27                        |                             |                             |                             |                             |                             |                             |                             |
| 17.                         | Just So (Live at White Session)         | 4:04                        |                             |                             |                             |                             |                             |                             |                             |
| 57:25                       |                                         |                             |                             |                             |                             |                             |                             |                             |                             |

| Édition Deluxe, CD 2 | Édition Deluxe, CD 2                  | Édition Deluxe, CD 2 | Édition Deluxe, CD 2 | Édition Deluxe, CD 2 | Édition Deluxe, CD 2 | Édition Deluxe, CD 2 | Édition Deluxe, CD 2 | Édition Deluxe, CD 2 | Édition Deluxe, CD 2 |
| No                   | Titre                                 | Durée                |                      |                      |                      |                      |                      |                      |                      |
| -------------------- | ------------------------------------- | -------------------- | -------------------- | -------------------- | -------------------- | -------------------- | -------------------- | -------------------- | -------------------- |
| 1.                   | Smoke & Mirrors (Live in Copenhagen)  | 3:40                 |                      |                      |                      |                      |                      |                      |                      |
| 2.                   | Katie Cruel (Live in Copenhagen)      | 4:47                 |                      |                      |                      |                      |                      |                      |                      |
| 3.                   | Sons & Daughters (Live in Copenhagen) | 4:31                 |                      |                      |                      |                      |                      |                      |                      |
| 4.                   | Louretta (Live in Copenhagen)         | 3:20                 |                      |                      |                      |                      |                      |                      |                      |
| 5.                   | Philharmonics (Live in Copenhagen)    | 4:01                 |                      |                      |                      |                      |                      |                      |                      |
| 6.                   | Close Watch (Live in Copenhagen)      | 5:02                 |                      |                      |                      |                      |                      |                      |                      |
| 7.                   | Avenue (Piano Sessions)               | 4:05                 |                      |                      |                      |                      |                      |                      |                      |
| 8.                   | Riverside (Piano Sessions)            | 3:47                 |                      |                      |                      |                      |                      |                      |                      |
| 9.                   | Brother Sparrow (Piano Sessions)      | 3:57                 |                      |                      |                      |                      |                      |                      |                      |
| 10.                  | Just So (Piano Sessions)              | 3:32                 |                      |                      |                      |                      |                      |                      |                      |
| 11.                  | On Powdered Ground (Piano Sessions)   | 4:06                 |                      |                      |                      |                      |                      |                      |                      |
| 44:48                |                                       |                      |                      |                      |                      |                      |                      |                      |                      |